# Linux User Group
Eine Linux User Group (LUG) ist eine Gruppe von Linux-interessierten Personen und Anwendern, die sich regelmäßig treffen, um zu diskutieren, Wissen auszutauschen, voneinander zu lernen und sich miteinander zu vernetzen. Die meisten Treffen und Veranstaltungen von LUGs finden in größeren Städten statt. Einige nennen sich Linux-Stammtisch oder sind inzwischen als Verein eingetragen. Die LUGs organisieren beispielsweise „Installationspartys“ – dabei wird das Betriebssystem Linux auf mitgebrachten Computern dauerhaft installiert. Die Themen sind nicht nur auf das Betriebssystem Linux beschränkt, sondern beschäftigen sich auch weitergehend mit freier Software (Open Source). Auch verwandte Randthemen wie Computerethik, Netzpolitik, Künstliche Intelligenz oder auch Fragestellungen rund um andere Betriebssysteme sowie Programmierung, Administration und Konfiguration werden besprochen. Ein reger Erfahrungsaustausch findet außerdem in Internetforen und Mailinglisten statt, wobei sich seit der Entwicklung der zahlreichen Linux-Derivate eine Vielzahl von teilweise auf bestimmte Distributionen spezialisierten Gruppen gebildet haben.
Analog zu LUGs gibt es auch Unix User Groups (UUG), die sich mit anderen Unix-Derivaten beschäftigen, beispielsweise mit den frei verfügbaren BSDs (FreeBSD, OpenBSD, NetBSD), aber auch kommerziellen Unix-Versionen. Auch andere Bezeichnungen, die sich nicht direkt auf Linux, Unix oder BSD beziehen, sind üblich. Viele haben aber meist den Begriff "Frei" im Namen, der sich auf freie Software bezieht.

## Ländergruppen
In Österreich bestehen die Linux User Group Austria (LUGA) sowie einzelne LUGs in größeren Städten (Salzburg, Sankt Pölten, Linz, Graz) und in allen Bundesländern außer dem Burgenland (dort existiert aber eine Untergruppe des Internetclub Burgenland, die eine ähnliche Rolle spielt). Die österreichischen LUGs organisieren zusammen mit anderen Vereinen einmal jährlich die Linuxwochen. In der Schweiz existieren neben der LUGS (Linux User Group Switzerland) auch regionale User Groups in größeren Städten (Basel, Bern etc.) oder in größeren Regionen (Oberwallis etc.). Einmal jährlich veranstaltet abwechselnd eine LUG das LUG-Camp, an dem sich regelmäßig die deutschsprachigen LUGs treffen.
In Italien gibt es LUGs in vielen Städten, welche in der sogenannten Italian Linux Society (kurz ILS) zusammengefasst sind. Sie veranstalten jedes Jahr (seit 2006 Ende Oktober) einen landesweiten Linuxday. Seit ca. 2016 wird diese Veranstaltung auch mit dem Linux Presentation Day verbunden und dort z. B. auf linux-events.org gelistet.